# Phylica callosa
Phylica callosa är en brakvedsväxtart som beskrevs av Carl von Linné d.y.. Phylica callosa ingår i släktet Phylica och familjen brakvedsväxter. Inga underarter finns listade i Catalogue of Life.